# Léoura-Corga
Ne doit pas être confondu avec Léoura.
Léoura-Corga est une commune rurale située dans le département de Bogandé de la province de la Gnagna dans la région de l'Est au Burkina Faso.

## Santé et éducation
Le centre de soins le plus proche de Léoura-Corga est le centre de santé et de promotion sociale (CSPS) de Léoura.